# Parides montezuma
Montezuma's Cattleheart (Parides montezuma) là một loài bướm thuộc họ Papilionidae. Nó là loài bản địa của châu Mỹ.

## Miêu tả
The upper side of the wings is black with one row of red crescents along the hind wing margin. The underside of the wings is almost the same as the upper side.

## Distribution và habitat
P. montezuma is found in dry forests from México to Costa Rica, occurring from sea level to 700 mét (2.300 ft). It is rare in Costa Rica, being more common northward. It is not threatened.

## Host plants
- Aristolochia acanthophylla
- Aristolochia foetida – Jalisco Dutchman's Pipe
- Aristolochia grandiflora – Pelican Flower
- Aristolochia micrantha
- Aristolochia orbicularis

## Hình ảnh

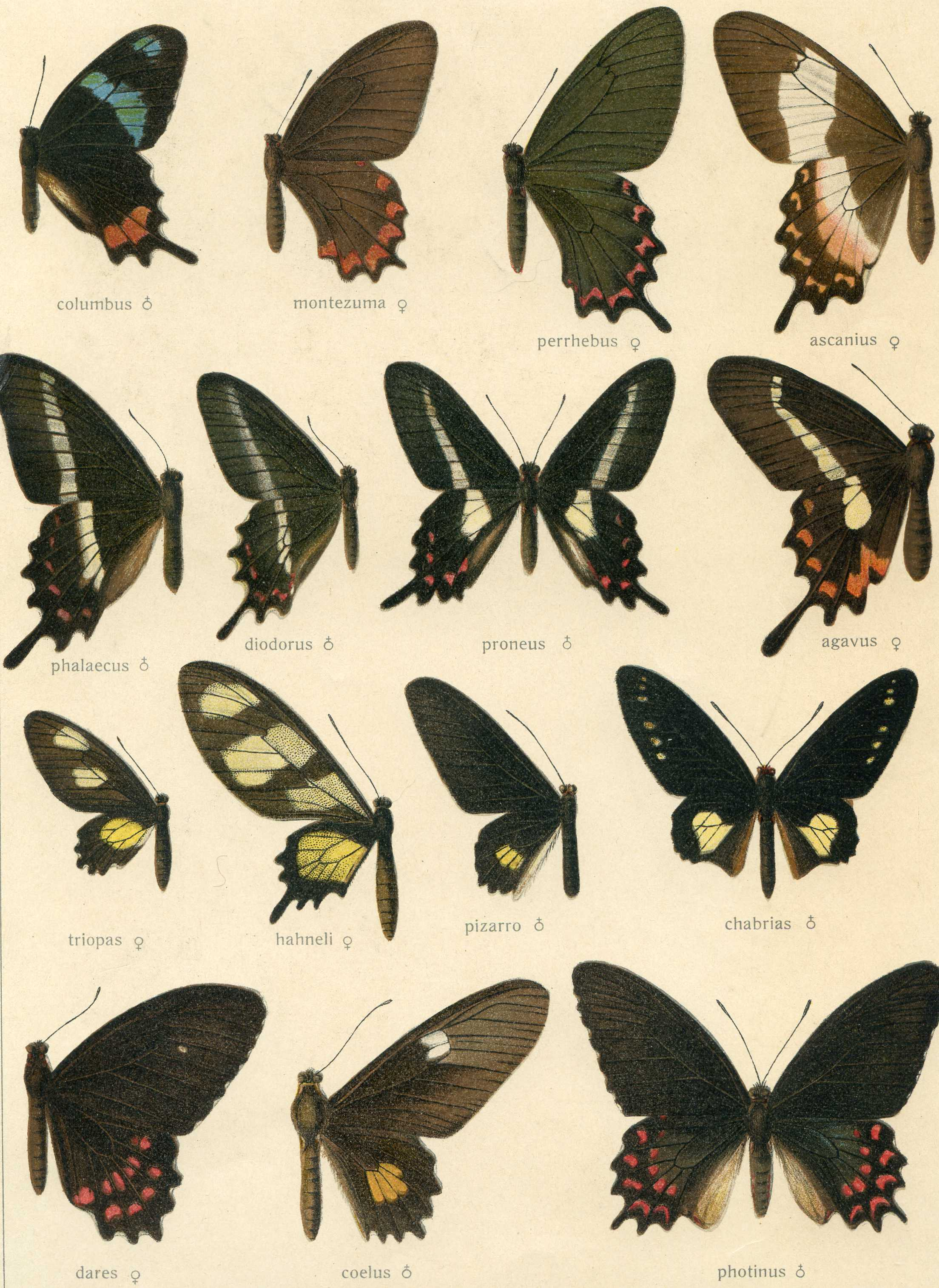